# Сокольський Петро
Сокольський Петро Федорович (5 травня 1883, с. Завалів — 13 лютого 1979, Торонто, Канада) — кооперативний і громадський діяч.

## Біографія
Народився 5 травня 1883 року у с. Завалів нині Підгаєцького району Тернопільської області.
Батько Богдана, Романа та Остапа Сокольських.
У родинному селі був співорганізатором і довголітнім головою товариства Всеукраїнське товариство «Просвіта» імені Тараса Шевченка (1906), Сільський господар (1910) та Січ (товариство) (1910); співзасновником кооперативи "Злука" (1911).
У 1911 році закінчив господарсько-агрономічний курс у м. Підгайці. 
Від листопада 1918 року - доброволець УГА; співорганізатор і діяч  УНДО, член повітового комітету.
У 1973 році емігрував до Канади, де і помер 13 лютого 1979 року.